# Говорушка снежная
Говору́шка сне́жная, или припу́дренная (лат. Rhizócybe pruinósa) — вид грибов, включённый в род Rhizocybe. Ранее включался в состав рода Говорушка (Clitocybe).

## Описание
Шляпка 2—4 см в диаметре, сначала плоско-выпуклой, затем вдавленной формы, волокнистая, покрытая беловатым налётом, окрашенная в серо-коричневые тона, затем выцветающая концентрическими зонами.
Мякоть беловатого или кремового цвета, в ножке желтоватая, с землистым запахом и приятным вкусом.
Гименофор пластинчатый, пластинки кремовые или светло-бежевые, частые, тонкие, с цельным краем.
Ножка 3—4 см длиной и 0,3—0,4 см толщиной, цилиндрическая или сужающаяся к основанию, рыжевато-кремовая, кожистая.
Споровый порошок белого цвета. Споры 4—5×2,5—3 мкм, эллиптической формы, гладкие. Кутикула шляпки — кутис.
Гриб съедобен.

## Сходные виды
Говорушка снежная отличается от большинства других видов весенним плодоношением, беловатым налётом на шляпке и присутствием мицелиальных тяжей в основании ножки.
- Clitocybe paropsis (Fr.) Quél., 1887 отличается мучнистым запахом, коричневой шляпкой и более крупными спорами.
- Clitocybe vermicularis (Fr.) Quél., 1872 отличается красно-коричневым цветом шляпки и отсутствием налёта.

## Таксономия
Видовой эпитет pruinosus — в переводе с лат. — «покрытый инеем», «холодный», «негреющий».

### Синонимы
- Agaricus pruinosus Lasch, 1828basionym
- Clitocybe pruinosa (Lasch) P.Kumm., 1871
- Clitocybe radicellata Godey, 1874
- Clitocybe verna S.Lundell, 1937
- Pseudolyophyllum pruinosum (Lasch) Raithelh., 1990